# Dänischenhagen

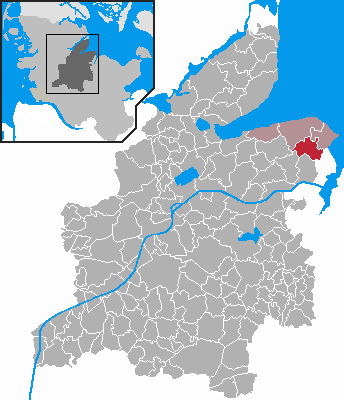
Situation de la commune dans l'arrondissement

Dänischenhagen est une commune d'Allemagne située dans l'arrondissement de Rendsburg-Eckernförde (Schleswig-Holstein).

## Géographie
Dänischenhagen se situe à 10,3 km au nord de Kiel.

## Jumelages
- Ferdinandshof (Allemagne)